# كواكو مانو
كواكو مانو (بالإنجليزية: Kwaku Manu)‏ (من مواليد السادس من آذار/مارس 1984) هو ممثل وموسيقي ومقدم برامج غاني. أصدر كواكو في عام 2012 أغنيته الأولى بعنوان أنفا نواهوا هو (بالفرنسية: E'nfa nhoahoa ho)‏.

## الحياة المُبكّرة
وُلد كواكو مانو ونشأ في كوماسي بمنطقة أشانتي في دولة غانا. متزوجٌ من السيدة أوكال وله طفلان.

## قائمة أعماله
شارك كواكو مانو في عددٍ من الأفلام الغانيّة لعلَّ أبرزها:
| - المعركة الكبرى 2 (بالإنجليزية: The Great Battle 2)‏ - من أقوى؟ (بالإنجليزية: Who is Stronger؟)‏ | - التوأم الروحي 3 (بالإنجليزية: The Twin Spirit 3)‏ - كواكو أزونتو (بالإنجليزية: Kwaku Azonto)‏ |

## الجوائز والترشيحات
رُشِّحَ كواكو مانو لجائزة الممثل المفضل (بالإنجليزية: Favorite Actor)‏ في جوائز الأفلام الغانيّة لعام 2019.

## العمل الخيري
شاركَ كواكو مانو عام 2016 في برنامج أنقذوا اليتيم (بالإنجليزية: SAVE THE ORPHAN)‏ لدعمِ زميلته الممثلة إميليا بروبي.